# Euripus gudila
Euripus gudila är en fjärilsart som beskrevs av Hans Fruhstorfer 1903. Euripus gudila ingår i släktet Euripus och familjen praktfjärilar. Inga underarter finns listade i Catalogue of Life.